# Sveriges socialdemokratiska ungdomsförbund
Sveriges socialdemokratiska ungdomsförbund (SSU) bildades 1917 och är ungdomsförbund till Sveriges socialdemokratiska arbetareparti (SAP) och Landsorganisationen (LO).

## Ideologi
SSU delar ideologi med resten av arbetarrörelsen, bland annat den demokratiska socialismen, socialdemokratin och feminismen. SSU är en organisation som menar att man måste vara många för att på demokratisk väg kunna göra skillnad.
Som följande beskriver SSU sin vision för samhället i sitt eget principprograms första punkt:
| ”                                                                               | Människans frigörelse är målet för Sveriges Socialdemokratiska Ungdomsförbund. Vi vill se ett samhälle som grundar sig på demokratins ideal där alla människor kan leva fria och jämlika liv. Alla människor har lika värde och rätt till frihet och egenmakt. I det fria samhället har alla människor möjlighet att forma sina liv och förverkliga sina drömmar. Det är målet för den demokratiska socialismen. Det förutsätter en värld byggd på den demokratiska socialismens principer om frihet, jämlikhet och solidaritet. | „ |
| – SSU:s principprogram Framåt tillsammans, antaget vid förbundskongressen 2019. | |   |

Socialism, feminism, antirasism och ekologisk hållbarhet är ledord i SSU:s samhällsanalys och idéutveckling.

## Historia

### Splittring och skapandet av ett nytt förbund
År 1917 gick det en våg av kommunism genom hela Europa. Efter att bolsjevikerna, ledda av Vladimir Lenin, vid Oktoberkuppen störtat den provisoriska regering som etablerats efter att tsaren störtats under Februarirevolutionen, radikaliserades socialister i många länder och ville att socialdemokratin skulle verka för revolution. Även Sverige såg denna utveckling, vilket resulterade i en splittring av Socialdemokratiska arbetarepartiet (SAP). Många inom partiet var även kritiska till att SAP strävade efter att sitta i regering och vänsterfalangen riktade kritik mot de övriga för att vara "ministersocialister".
Inom SAP:s dåvarande ungdomsförbund, Socialdemokratiska Ungdomsförbundet (SDUF), hade vänsterfalangen med Zeth Höglund vunnit majoritet vid kongressen  då man hade röstat bort Per Albin Hansson från förbundsstyrelsen. Hansson hade starkt stöd av partiets ledning och ordföranden Hjalmar Branting krävde då att ungdomsförbundet förklarade sin lojalitet gentemot partiet. Ungdomsförbundet kunde dock inte godkänna en skrivning om att "vara redo att vid alla tillfällen främja partiets verksamhet i full överensstämmelse med av partiet och dess underavdelningar fattade beslut", eftersom man upplevde att detta syftade till att tysta oppositionen inom partiet. På Socialdemokraternas kongress 1917 röstades en resolution om att utesluta ungdomsförbundet med en majoritet på 136 röster mot vänsterfalangens 42 röster. Ledningen i SDUF kom sedan att utgöra stommen i Sveriges socialdemokratiska vänsterparti (nu Vänsterpartiet).
Det nya ungdomsförbundet, Sveriges socialdemokratiska ungdomsförbund (SSU), bildades under en kongress den 27–28 oktober 1917 då 45 ombud mötes i Folkets hus i Stockholm. Bland deltagarna fanns, bland andra, Per Albin Hansson och Gustav Möller.
Det tidigare ungdomsförbundet hette Socialdemokratiska Ungdomsförbundet (SDUF), och SSU:s lokalavdelningar fortsatte under lång tid att kallas SDUK – socialdemokratisk ungdomsklubb.

### 1930-talet

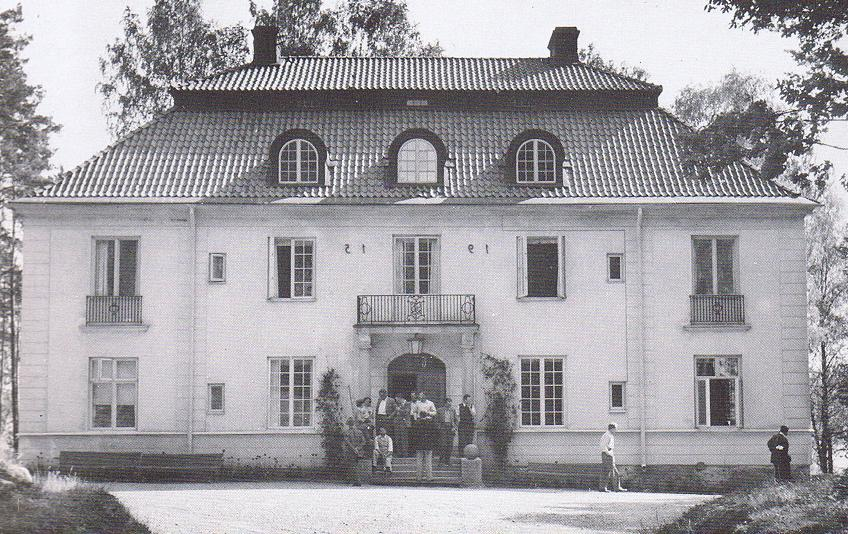
Bommersviks huvudbyggnad.

Under 1930-talet var så många som 100 000 medlemmar i SSU. För att kunna erbjuda utbildningar till sina medlemmar köpte SSU kursgården Bommersvik.

### 1940-talet
Det var först under 1940-talet som SSU började få en fungerande organisation. Rent politiskt närmade man även sig moderpartiet och mycket arbete ägnades åt antinazism.

### 1950-talet
Den stora frågan för SSU under 1950-talet var om Sverige skulle ha atomvapen eller inte. Striden stod främst mellan Bertil Löfberg som var för atomvapen och Oskar Lindkvist som var emot. Bostadsbristen diskuterades även och idéerna som senare ledde fram till "miljonprogrammet" började växa fram.

### 1960-talet

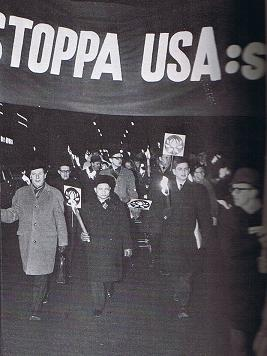
Olof Palme under en demonstration för Nordvietnam.

Ordförandena Ingvar Carlsson (1961–1967) och Bosse Ringholm (1967–1972) karaktäriserade denna period som en framgångstid för Sverige och de sociala reformerna kunde fortsätta i rask takt för att ständigt utvidga välfärden. Under denna tid var de internationella frågorna viktiga, eftersom man såg stora orättvisor framförallt i utlandet. SSU var stora kritiker av Vietnamkriget, även om det fanns vissa diskussioner inom förbundsstyrelsen som inte ville stå på samma sida som kommunister. Förbundsstyrelsen beslutade senare att det var upp till varje enskild lokalavdelning och medlem att besluta hur de skulle agera.
Förbundet ägnade även mycket tid åt att agitera mot vänsterradikala krafter och gick till försvar för den demokratiska socialismen man förespråkade.
Några av de mer namnkunniga i förbundsstyrelsen under detta decennium var Olof Palme, Ingvar Carlsson och Bosse Ringholm.

### 1970-talet
Efter att vänsterfalangen hade förlorat flera kongresser, började den 1972 att organisera sig i den så kallade "Torsdagsklubben". Torsdagsklubbens namn kom sig av att cirka 40 vänsterdelegater träffades en torsdagskväll under kongressen 1972 och då beslöt att hålla kontakt, bland annat genom politiska seminarier fram till nästa kongress.
Efter ett tag splittrades denna sammanslutning och en liten grupp började samla sig bakom tidningen Offensiv som startades 1973. År 1976 avslöjades det att hemlig trotskistisk verksamhet förekom inom SSU, men det skulle dröja ungefär fyra år innan detta kunde bevisas, vilket slutligen kom när två medlemmar, oberoende av varandra, berättade om det för förbundsstyrelsen. Metoden dess medlemsorganisation använde sig av var entrism. Lars Engqvist, SSU:s förbundsordförande 1972–1978, åkte runt i SSU för att försöka få majoritet för en uteslutning och hösten 1976 uteslöts sju medlemmar.
Vid kongressen 1978 verkställdes besluten om uteslutning och nu började debatten om Offensiv. Frågan om entrism hade förekommit eller inte delade förbundet. Lars Engqvist och förbundsstyrelsen kritiserade Offensiv hårt under kongressen och förbundsstyrelsen gick vinnande ur striden.
Åren 1975–1977 var Jerry Svensson president för Socialistiska ungdomsinternationalen IUSY. Han var den första svensken på posten och valdes på kongressen i Bryssel i Belgien.

### 1980-talet
År 1980 stod det klart att den dolda organisationen existerade och att den hade ungefär 100 medlemmar inom organisationen i tio olika avdelningar, samt tre personer som arbetade heltid för organisationen.
Dåvarande ordförande Jan Nygren (1978–1984) uttryckte sig så här: "Det var rena James Bond-historien. I ett av dokumenten såg jag mitt eget namn och ett referat av ett samtal med mig. Det handlade om SSU:s värnpliktsverksamhet och hur vi skulle aktivera SSU:are på luckan. Då kunde jag förstå mentalt att det inte var något falsarium." En mängd uteslutningar kom som en följd av detta.
Lars Engqvist, och senare Jan Nygren, framhävde att man inte var ute efter att tysta oppositionen utan att det var entrismen och den stadgevidriga verksamheten man ville komma åt med uteslutningarna.
Vid kongressen 1981 fastslogs att man var tvungen att rensa ut trotskisterna ur SSU. Vänsterfalangen var rädd att en utrensning skulle användas som täckmantel av högerfalangen för att få bort sådana som de inte gillade i allmänhet. Efter en förhandling gick man dock med på uteslutningar. Över 100 medlemmar uteslöts efter beslutet. I samband med kongressen 1981 lades också grunden till en kompromiss mellan falangerna i SSU då vänsterns Bo Bernhardsson vann voteringen om förbundssekreterarposten. Ordföranden Jan Nygren, som omvaldes, och Bernhardsson kom, efter en viss ömsesidig misstro inledningsvis, att samarbeta väl och stridigheterna i förbundet lugnade ned sig. Denna lösning upprepades vid kongressen 2005 då ordförande och sekreterare hämtades från vardera falangen i syfte att lugna ner konflikterna i organisationen.
Vid 1984 års kongress valde SSU för första gången en kvinna till förbundsordförande då Anna Lindh blev vald. Hennes tid som ordförande präglades av lugn i förbundet. Hon fick SSU att testa nya metoder för att förändra samhället, bland annat köpte man aktier i Volvo och andra storföretag för att kunna ställa företagsledningarna till svars på bolagsstämmorna.
Socialistiska ungdomsinternationalen (IUSY) hade 1989 kongress på Bommersvik och Sven-Eric Söder valdes till ordförande för IUSY för åren 1989–1991.

### 1990-talet
Vid 1990 års kongress valdes Karl-Petter Thorwaldsson till förbundsordförande. De interna striderna var mer nedtonade än tidigare. Tiden i opposition för socialdemokratin efter valförlusten 1991 innebar för SSU att det vände på medlemsfronten, och åren 1991–1993 ökade SSU:s medlemsantal.
I Seč (i dåvarande Tjeckoslovakien) 1991 valdes Roger Hällhag till ordförande i IUSY. Detta uppmärksammades, eftersom samma land aldrig tidigare hade haft presidentposten två mandatperioder i rad.
De frågor med mest politisk sprängkraft inom förbundet under 90-talet var EU- och EMU-frågorna. SSU beslutade på en extra kongress 1994 att säga nej till svenskt EU-medlemskap, men att på grund av de delade meningarna i förbundet inte driva någon kampanj inför folkomröstningen samma år. Förbundet kom sedan successivt att förändra sin linje till en mer EU-positiv sådan.
Niklas Nordström valdes 1995 till ordförande på kongressen i Norrköping. Den pågående konflikten mellan falangerna framträder. Högerfalangen, å ena sidan, ville ta tydligt avstånd från kommunismen genom att lämna bakom sig symboler och ord som kunde relateras till kommunismen. Detta kom till stor del som en följd av att Sovjetunionen hade fallit och att missförhållandena i länderna i öst skadade även den demokratiska socialismens rykte. Vänsterfalangen ansåg att man skulle strida för traditionerna inom rörelsen. De ansåg att det vore ett svek mot grunderna att förändra sig på det sättet. Detta skapade en infekterad strid som levde kvar in på 2000-talet.
År 1996 tog förbundsstyrelsen avstånd från tidningen Socialisten (som drevs av personer aktiva på tidningen Offensiv) och beslutade att medlemskap i tidskriftsföreningen Socialisten skulle vara oförenligt med medlemskap i SSU.
På kongressen i Göteborg 1997 hårdnade konflikten. Två tydliga falanger framträdde och omröstningen till förbundsstyrelsen blev hård. Valberedningen kunde inte hitta en kompromiss och vice ordföranden Anders Ygeman från vänstern tvingades lämna styrelsen, då posten slopades. SSU skrev nu i sitt handlingsprogram att det är ett feministiskt förbund.
Vid kongressen 1999 i Västerås var en vänsterkandidat, Luciano Astudillo, från SSU-distriktet i Skåne, mycket nära att bli ordförande. Efter en vår av flera avslöjade oegentligheter falangerna emellan och en laddad kongress besegrades Astudillo emellertid av Mikael Damberg från Stockholms läns SSU-distrikt, med röstsiffrorna 126 mot 124.
Under flera år var Lisa Pelling generalsekreterare i IUSY.

### 2000-talet
År 2000 var SSU värd för Socialistiska ungdomsinternationalens världsläger som arrangerades i Malmö med över 2 000 deltagare från hela världen. Lägret var det största IUSY organiserat dittills.
Under 2001 års kongress i Umeå lämnade vänsterfalangens kongressdeltagare kongressalen när Mikael Damberg skulle återväljas (någon motkandidat fanns inte). Detta var en mycket tydlig markering mot högerfalangens styre och visade på allvaret i konflikten. Vad vänsterfalangen mest kritiserade var att man i princip- och handlingsprogrammen ersatt "demokratisk socialism" med "socialdemokrati" vilket man tyckte var för svag ideologisk formulering då det inte tydligt syntes att SSU var socialistiskt. Högern hade majoritet på kongressen, vilket innebar att högerfalangen kunde få två/tredjedels majoritet i styrelsen. En laddad fråga på kongressen blev EMU, där omröstningen vanns av ja-sidan med bara en rösts marginal. Samma år antog moderpartiet Socialdemokraterna ett nytt partiprogram där det slogs fast att Socialdemokraterna var en feministisk rörelse, en skrivning som SSU hade varit med och drivit på för tillsammans med kvinnoförbundet.
Den 21 januari 2002 mördades SSU:aren Fadime Şahindal av sin far. Det visade sig vara ett hedersmord. Hon hade jobbat för jämställdhet och framför allt för rättigheter för unga kvinnor med utländsk bakgrund. År 2003 bildade SSU en minnesfond för att hedra Fadimes minne.
2003 års Europeiska unga socialdemokraters gemenskapsorganisations kongress hölls på Bommersvik. SSU vann en ordförandestrid mot franska ungdomsförbundet och Anders Lindberg valdes, som första svensk, till ordförande för Ecosy.
Vid 2003 års kongress i Karlstad var högerfalangens ordförandekandidat Ardalan Shekarabi (SSU Uppland) och vänsterns Lina Afvander (SSU Jönköping). Afvander drog sig tillbaka kort före ordförandevalet på förmiddagen den 6 augusti när hon inte blev valberedningens förslag, och Shekarabi valdes enhälligt av kongressen. Till förbundssekreterare valdes Sara Heelge-Vikmång (SSU Östergötland). Kongressen beslutade också, en dryg månad före folkomröstningen, att inte alls uttala någon mening om svenskt införande av euro som valuta. I slutet av 2004 framkom att Shekarabi hade använt pengar från förbundets verksamhetsutvecklingsfond för sin interna valkampanj. Under början av 2005 avslöjades också grova felaktigheter i SSU:s medlemsregister. Ett stort antal personer fanns i medlemsregistret utan att ha betalt medlemsavgift. Polisen inledde en förundersökning då de misstänkte bidragsfusk eftersom SSU fick ekonomiskt stöd baserat på sitt medlemsantal. Efter avslöjandet uppdaterades registren, och till kongressen lade förbundsstyrelsen fram förslag om ett centralt medlemsregister för att kunna utöva en bättre kontroll, så att distrikten inte skulle kunna fuska systematiskt. Polisen lade ned utredningen om bidragsfusk på grund av att brott inte kunde styrkas. Ardalan Shekarabi beslutade efter skandalerna att avgå vid kongressen 2005.
År 2004 valdes Anna Sjödin till vice ordförande i Socialistiska ungdomsinternationalen i Budapest.
Inför kongressen 2005 tillsatte förbundsstyrelsen en framtidskommission, ledd av Jan Nygren och Bo Bernhardsson. Den rekommenderade en maktdelning mellan höger- och vänsterfalangerna, vilket genomfördes på kongressen då vänsterfalangens Mattias Vepsä blev förbundssekreterare medan högerfalangens Anna Sjödin blev ordförande. År 2005 valde SSU även att gå emot Socialdemokraterna då man drev frågan om flyktingamnesti.
År 2006 omvaldes Anna Sjödin till vice ordförande i Socialistiska ungdomsinternationalen på kongressen i Esbjerg. I december 2006 avgick Sjödin från ordförandeposten efter att ha blivit dömd till 120 dagsböter för förolämpning, våld mot tjänsteman, våldsamt motstånd och egenmäktigt förfarande. Hon dömdes även att betala 5 500 kronor i skadestånd till en ordningsvakt. Posten som ordförande förblev vakant till kommande kongress. Förbundssekreterare Mattias Vepsä fick uppgiften att vara SSU:s talesperson under tiden till kongressen 2007.
I januari 2007 offentliggjordes förbundets nya medlemsantal, som minskat från 20 500 till 4 300. Ett centralt medlemsregister hade införts för att förhindra fusk, vilket ledde till att förbundets medlemsantal rasat med över två tredjedelar på ett och ett halvt år, och SSU var inte längre landets största politiska ungdomsförbund.
I maj 2007 offentliggjordes kandidaterna till kongressen i augusti. Förbundssekreterare Mattias Vepsä var enda kandidaten till förbundssekreterare. Jytte Guteland från Stockholms läns SSU-distrikt, som räknades till högerfalangen, var nominerad till posten som förbundsordförande. Flera högerdistrikt stödde dock Laila Naraghi från SSU Kalmar län. Det fanns ett missnöje inom delar av högerfalangen då man ansåg att Stockholms läns SSU-distrikt och Jytte Gutelands övriga stöddistrikt hade hanterat interndemokratin dåligt. Under våren beslutade en oenig valkommitté att förorda Guteland till förbundsordförande i SSU. Den 8 augusti på kongressen i Örebro valdes Jytte Guteland till ordförande med röstsiffrorna 131 mot 115 för Laila Naraghi.
På kongressen 2009 röstade man för att återuppta arbetet med löntagarfonder. Man vill också ha treterminssystem för högskolestudier samt praktik på alla gymnasielinjer. Vidare ville man numera ha vårdval där patienten själv får välja vårdcentral.

### 2010-talet

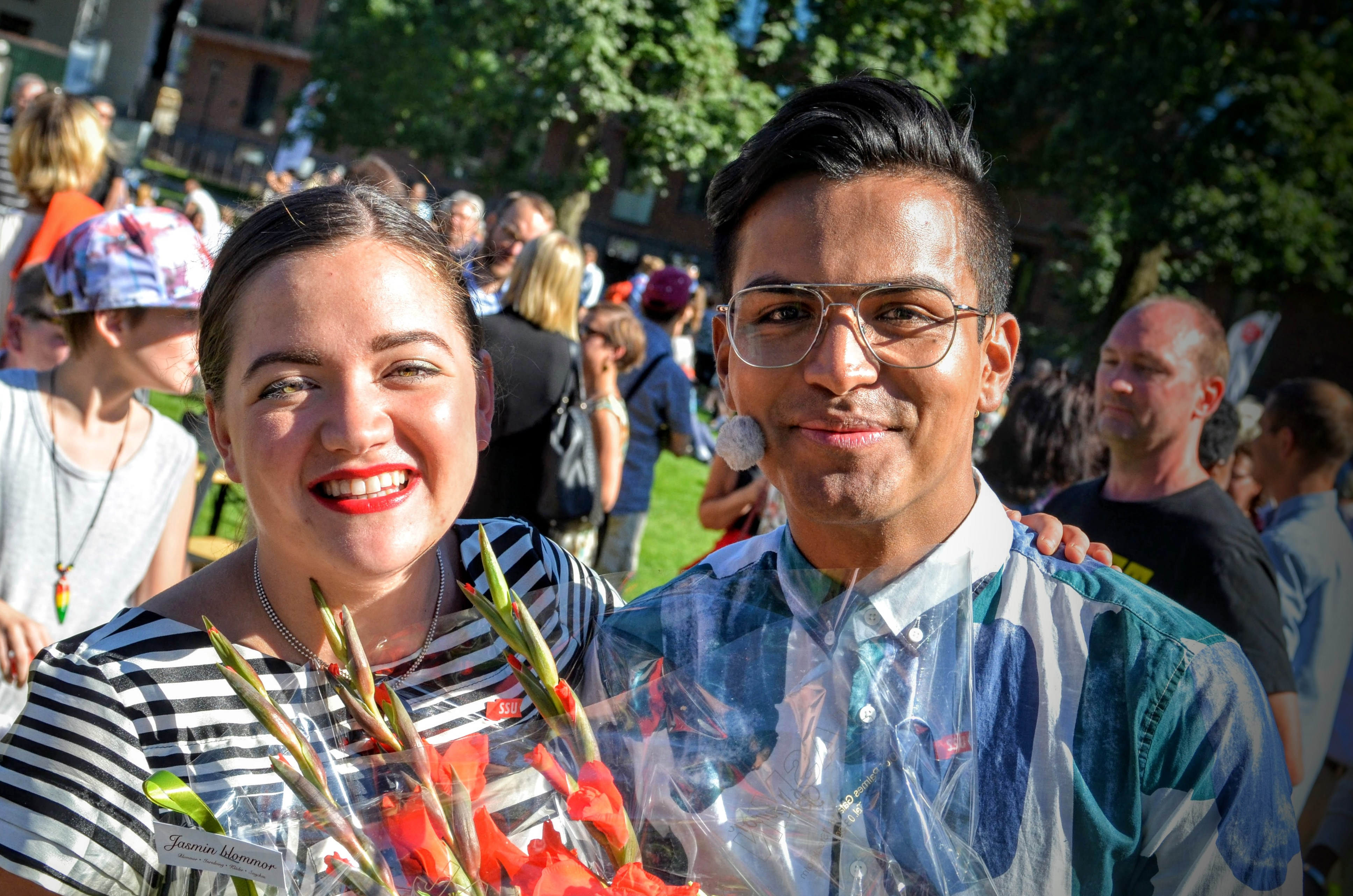
Andrea Törnestam och Philip Botström i Stockholm, 2015.

Jytte Guteland efterträddes den 3 augusti 2011 av Gabriel Wikström som SSU:s ordförande och Ellinor Eriksson efterträdde Mattias Vepsä som förbundssekreterare.. Den 3 oktober 2014 valdes Wikström in som statsråd i Socialdepartementet med ansvar för folkhälso-, sjukvårds- och idrottsfrågor. Han blev med detta den förste sittande SSU-ordförande att bli minister någonsin. Ellinor Eriksson tog över som tillförordnad förbundsordförande och Rozgar Watmani blev tillförordnad förbundssekreterare.
På kongressen den 9 augusti 2015 valdes Philip Botström till förbundsordförande och Andrea Törnestam till förbundssekreterare.
Hösten 2018 uppmärksammades att SSU Skåne under ett par år styrts av en falang som gett uttryck för fundamentalistiska åsikter och haft islamistiska kopplingar. Den förre ordföranden för SSU Skåne Rizwan Elahi (även riksdagskandidat för Socialdemokraterna i valet 2018, plats 11 på riksdagslistan i Malmö) har bland annat uttryckt att han anser att ”islam är universalbotemedlet för mänsklighetens alla lidanden, sjukdomar och problem”.
Under SSU:s majtåg i Malmö skanderades en palestinsk kampsång med orden "krossa sionismen", vilket kritiserats av SKMA som tydligt tecken på antisemitism.

### 2020-talet
Den 1 augusti 2021 valdes Lisa Nåbo till förbundsordförande under kongressen, och Diyar Cicek valdes till förbundssekreterare. Lisa Nåbo vann mot valberedningens förslag Amalia Rud Pedersen med 114-112 röster, plus även en blankröst. Valberedningens förslag Diyar Cicek vann mot Isak Öhrlund med rösterna 144-84 plus även denna gång med en blankröst.  
Vid kongressen 2023 i Norrköping omvaldes Lisa Nåbo och Diyar Cicek enhälligt till förbundsordförande respektive förbundssekreterare.

## Organisation

### SSU-klubben och SSU-kommunen
SSU är uppbyggt i olika organisatoriska led. Det första ledet är SSU-klubben (en nivå som dock inte är ett krav enligt stadgarna). Klubbarna samlar ett mindre antal medlemmar som förenas av ett geografiskt område, arbetsplats eller skola.
Nästa led är SSU-kommunen, som täcker samma yta som de geografiska kommunerna. I vissa kommuner finns ingen kontinuerlig verksamhet. I varje kommun ska det finnas en av medlemmarna vald styrelse, så kallad kommunstyrelse (KS), som väljs varje år på årsmötet, som hålls i början av verksamhetsåret. På årsmötet behandlas motioner och skrivelser skrivna av enskilda medlemmar, eller kommunstyrelsen. Politiska yttranden och lokala handlingsprogram kan även behandlas om sådana finns. Vissa motioner skickas vidare till SSU-distriktets årskonferens.
SSU-kommunen är ofta medlem i arbetarekommunen och SSU-kommunordföranden brukar sitta i arbetarekommunens styrelse.

### SSU-distrikt
Nästa organisatoriska led är SSU-distriktet, som ofta täcker samma yta som de geografiska länen. Undantagen är bland annat SSU Stockholm och SSU Göteborg som utgörs av respektive kommun och är skilda från de kringliggande länsdistrikten. Det finns totalt 26 olika distrikt och dess högst beslutande organ är distriktsårskonferensen (DÅK:en), som hålls årligen, efter klubbarnas årsmöten. Antalet ombud till DÅK:en fördelas av de avgående distriktsstyrelserna på grundval av klubbarnas medlemsantal den 31 december. Alla SSU-klubbar är dock garanterade ett grundombud. På DÅK:en behandlas även motioner från enskilda medlemmar eller SSU-klubbar, samt ibland regionala handlingsprogram och yttranden.
SSU-distriktens distriktsordförande är ofta också adjungerade i partidistriktens distriktsstyrelser. Distrikten har i regel en eller flera anställda ombudsmän som sköter det dagliga arbetet, administrativt och politiskt, på uppdrag av styrelsen. 
Det är oftast distriktsordförande som är, genom att delegeras ansvar från distriktsstyrelsen, den främsta kontakten gentemot övriga distrikt, regioner och förbundet. SSU-distrikten är uppdelade i regioner utifrån geografisk placering. 
Uppdelningen ser ut på följande vis:

#### Region syd
- Skåne, Kalle Olofsson
- Kronoberg, Fatima Kadhem
- Blekinge, Denniz Konduk
- Jönköpings län, Johannes Öhrn
- Kalmar län, Simon Josefsson

#### Region norr
- Västerbotten, Albin Norman
- Jämtlands län, Elvira Ericsson
- Västernorrland, Tobias Eriksson Ehlin
- Dalarna, Sara Hjelm
- Gävleborg, Deljar Dawood
- Norrbotten, Samuel Pettersson

#### Region väst
- Göteborg, Hilda Andersson
- Sjuhärad, Edvin Österberg Hadziavdic
- Skaraborg, Felicia Lindborg
- Halland, Dannie Schulz
- Göteborgsområdet, Lisa Hult
- Fyrbodal, Elliot Blixt
- Värmland, Chadi Toprak

#### Region öst
- Örebro län, Matilda Jansson
- Stockholm, Lisa Diaz
- Östergötland, Julia Tegsjö
- Västmanland, Adnan Sipovic
- Sörmland, Samuel Ablahad
- Gotland, Mira Nilsson
- Stockholms län, Moska Hassas
- Uppland, Sebastian Rasmusson

### Förbundet
Det sista ledet är SSU-förbundet, som täcker hela Sverige. Förbundsstyrelsen väljs vartannat år på kongressen och består av 16 ledamöter, spridda över olika geografiska, kulturella, könsliga och politiska olikheter. Ofta ingår även personer med facklig bakgrund.
På kongressen, som tar cirka en arbetsvecka, behandlas och debatteras även det politiska handlingsprogrammet, med framför allt politiska sakfrågor. Vart fjärde år behandlas även principprogrammet, som slår fast förbundets ideologiska ståndpunkter. Slutligen granskas avgående styrelse och förbundets ekonomi med mera. Ofta besöks kongressen av partiordföranden och andra ledande partiföreträdare, fackförbundsordförande, journalister samt besökare från systerorganisationer i andra länder.
På SSU-förbundet jobbar ett tiotal personer.
SSU är även medlem i olika globala organisationer, bland annat Young European Socialists (YES), samarbetsorganisation för unga socialdemokrater i Europa samt International Union of Socialist Youth (IUSY), en världsomspännande ungdomsorganisation av Socialistinternationalen.
SSU:s förbundsordförande är adjungerad till Socialdemokraternas partistyrelse och verkställande utskott.

#### Förbundsstyrelsen
På förbundskongressen i Stockholms 1–4 augusti 2025 valdes en ny förbundsstyrelse bestående av 16 personer. Moska Hassas och Lotta Wiechel valdes till ny förbundsledning (ordförande respektive förbundssekreterare) efter Lisa Nåbos och Diyar Ciceks fyraåriga mandatperioder.
Förbundsstyrelsen består av följande personer:
- Moska Hassas, förbundsordförande
- Lotta Wiechel, förbundssekreterare
- Märta Alnebratt
- Tora Bergström
- Nicole Ilias
- Lina Olsson
- Edvina Palmcrantz
- Arian Twana
- Shabnam Zamani
- Leith Al-Bayati
- Ali Jundi
- Alva Mogert Palm
- Kalle Olofsson
- Samuel Pettersson
- Sebastian Rasmusson
- Felix Oderth

## Verksamhet
SSU bedriver en bred verksamhet, allt från politiska manifestationer och studiecirklar, till fritidsgårdar och kurser. Många medlemmar har börjat i mindre politiska aktiviteter för att sedan gå kurser och delta i studiecirklar.
Verksamheten i kommunerna representerar 290 olika verksamheter. Det handlar om att bedriva politisk opposition där det finns borgerliga majoriteter, genom manifestationer, insändare, flygbladsutdelningar och olika utåtriktade evenemang. Samtidigt verkar SSU inom socialdemokratin för att vara en radikal och drivande kraft i såväl ideologiska diskussioner som sakpolitiska. Till exempel jobbade SSU:are i sina arbetarkommuner med ett underifrån-engagemang inom partiet, folkrörelsesättet, för att bilda partimedlemmarna i feministiska frågor och teori. Sedan, efter decennier av ideologisk feministisk debatt inom SSU, lade förbundet grunden för att omvandla Socialdemokraterna till ett feministiskt parti vid partikongressen 2001.
Folkbildningen och de politiska studierna är en av grundpelarna inom SSU. SSU-distrikten anordnar grundkurser, samt andra olika kurser, till exempel fackliga temakurser, feministiska debatthelger och internationella temadagar. Förbundet anordnar olika temakurser och handledarkurser, samt enfrågekurser, oftast på den egna kursgården Bommersvik, belägen utanför Södertälje.
Förbundet har en medieplattform, Frihet.
SSU håller också valläger där medlemmar från hela landet träffas för att diskutera politik, delta i seminarier och genomföra andra aktiviteter. Om den sittande regeringen är socialdemokratisk är det inte ovanligt att ministrar kommer och håller föredrag och umgås med medlemmarna. Senare år har även artister kommit till lägren för uppträda för medlemmarna.

### 22 juli-utmärkelsen
SSU inrättade 2017 en utmärkelse till minne av terrorattentaten i Norge den 22 juli 2011. 22 juli-utmärkelsen delas ut till en person eller en grupp unga som är en antirasistisk förebild och som har gjort betydande insatser mot högerextremism.
Mottagare av utmärkelsen
- 2017: Make Equal[44]
- 2018: Inte rasist men...[45]
- 2019: Emerich Roth och Hédi Fried[46]
- 2020: Fanna Ndow Norrby och Nadim Ghazale[47]
- 2021: Danny Lam (TNKVRT)[48]
- 2022: Exit[49]
- 2023: Stefan Löfven och Bengt Westerberg[50]
- 2024: Norska Extremism-kommissionen[51]
- 2025: Facken i välfärden[52]

## Priser och utmärkelser
2000 belönades SSU tillsammans med Ung vänster, Grön ungdom, Liberala ungdomsförbundet, Moderata ungdomsförbundet och Centerpartiets ungdomsförbund med Regnbågspriset.

## Kongresser
Fram till kongressen 1993 i Kalmar arrangerades kongresserna i regel i Stockholm. De tre senaste kongresserna i Stockholm var extrakongressen 1994, kongressen 2011 och kongressen 2017.

- 1993 - Kalmar
- 1995 - Norrköping
- 1997 - Göteborg
- 1999 - Västerås
- 2001 - Umeå
- 2003 - Karlstad
- 2005 - Linköping
- 2007 - Örebro
- 2009 - Uppsala
- 2011 - Stockholm
- 2013 - Täby
- 2015 - Västerås
- 2017 - Stockholm
- 2019 - Karlstad
- 2021 - Digitalt
- 2023 - Norrköping
- 2025 - Stockholm

## Ordförande
- Harry Svensson (1917–1919)
- Bertil Eriksson (1919–1922)
- Rickard Lindström (1922–1928)
- Adolf Wallentheim (1928–1934)
- Torsten Nilsson (1934–1940)
- Ossian Sehlstedt (1940–1943)
- Bertil Johansson (1943–1946)
- Frans Nilsson (1946–1952)
- Bertil Löfberg (1952–1958)
- Kurt Ward (1958–1961)
- Ingvar Carlsson (1961–1967)
- Bosse Ringholm (1967–1972)
- Lars Engqvist (1972–1978)
- Jan Nygren (1978–1984)
- Anna Lindh (1984–1990)
- Karl-Petter Thorwaldsson (1990–1995)
- Niklas Nordström (1995–1999)
- Mikael Damberg (1999–2003)
- Ardalan Shekarabi (2003–2005)
- Anna Sjödin (2005–2006)
- vakant (2006–2007)[a]
- Jytte Guteland (2007–2011)
- Gabriel Wikström (2011–2014)[17]
- Ellinor Eriksson (2014–2015, tf.)[54]
- Philip Botström (2015–2021)
- Lisa Nåbo (2021–2025)
- Moska Hassas (2025–)

## Förbundssekreterare
- Karl Hovberg (1928–1931)
- Joel Ljungquist (1931–1935)
- Folke Thunborg (1935–1940)
- Bertil Johansson (1940–1943)
- Hilding Färm (1943–1948)
- Essen Lindahl (1948–1949)
- Bertil Löfberg (1949–1952)
- Oskar Lindkvist (1952–1955)
- Sture Hollman (1955–1958)
- Rune Molin (1958–1962)
- Sven Hulterström (1962–1964)
- Thage G. Peterson (1964–1967)
- Bo Toresson (1967–1969)
- Ulf Karlsson (1969–1972)
- Christer Lindström (1972–1975)
- Håkan Bystedt (1975–1981)
- Bo Bernhardsson (1981–1984)
- Leif Linde (1984–1988)
- Anders Teljebäck (1988–1990)
- Lars Ericson (1990–1994)
- Carin Jämtin (1994–1995)
- Pernilla Mobeck (1995–1999)
- Lena Hallengren (1999–2002)
- Caroline Waldheim (2002–2003)
- Sara Heelge-Vikmång (2003–2005)
- Mattias Vepsä (2005–2011)
- Ellinor Eriksson (2011–2014)
- Rozgar Watmani (2014–2015)[18]
- Andrea Törnestam (2015–2021)
- Diyar Cicek (2021–2025)
- Lotta Wiechel (2025–)

## Förbundskassörer
- Karl Hovberg (1917–1928)
- Christer Selö (1978–1983)
- Jerry Wiklund (1983–1986)
- Anders Jansson (1986)
- Niklas Rengen (1988–1990)
- Lars Mellgren (1990)
- Carin Jämtin (1990–1994)
- Anna Larsson (1994–1997)
- Joakim Jonsson (1997–2000)
- Andreas Karlsson (2000–2003)
- Karin Hallengren (2003–2006)
- Anna Lekander (2006–2010)
- Jonas Andersson (2010–2012)
- Morgan Eklund (2012–2014)
- Mimmi Eriksson (2015–2020)
- Jonatan Sundblad (2020–2023)
- Kajsa Damberg (2023–2024)
- Jonatan Sundblad (inom rollen som kanslichef) (2024–)

## Bildgalleri

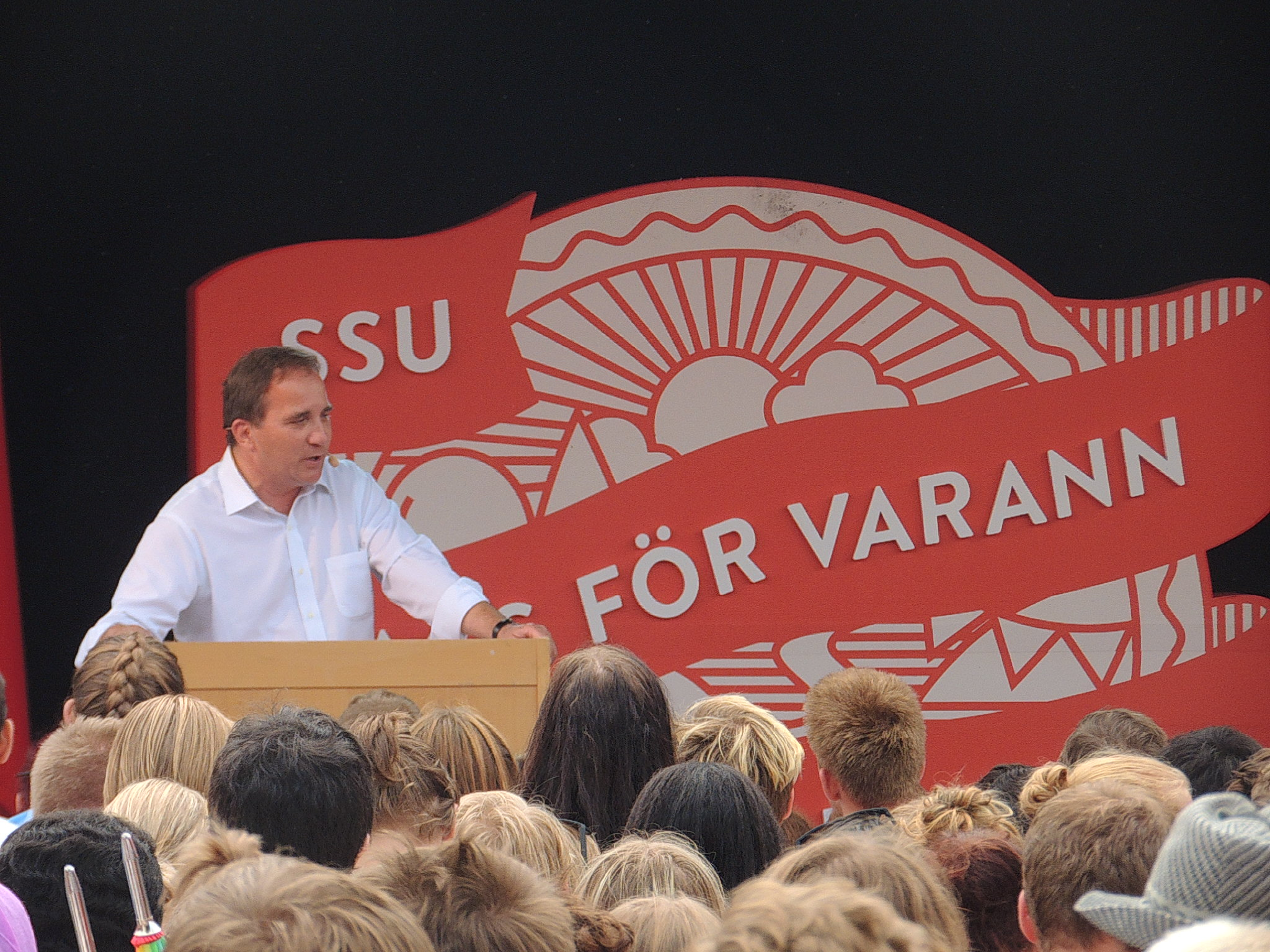
SAP:s partiordförande Stefan Löfven vid ett SSU-läger den 6 augusti, inför valet 2014.
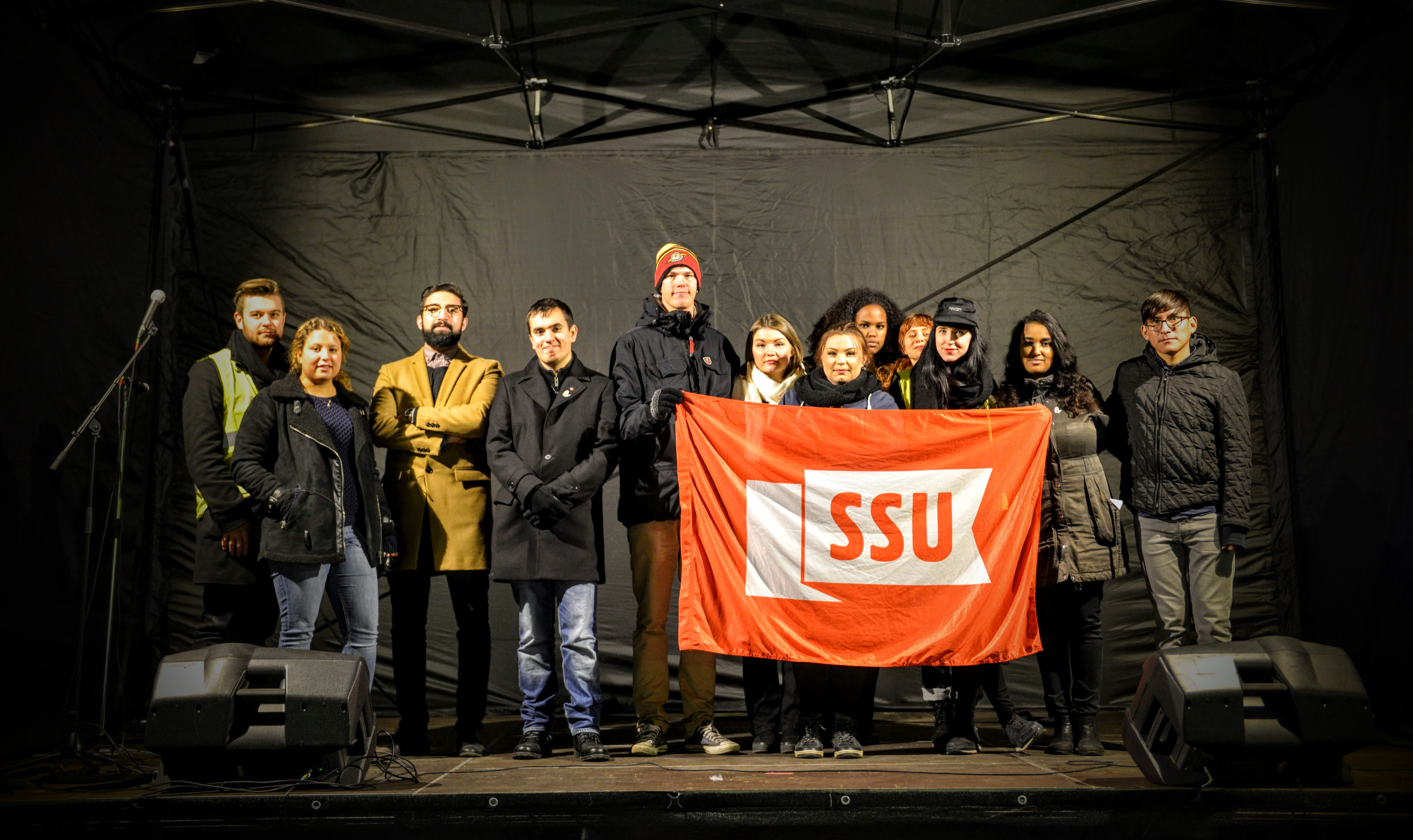
Stockholms läns SSU-distrikt anordnade en manifestation på Medborgarplatsen den 29 oktober 2015, med anledning av skolattacken i Trollhättan.
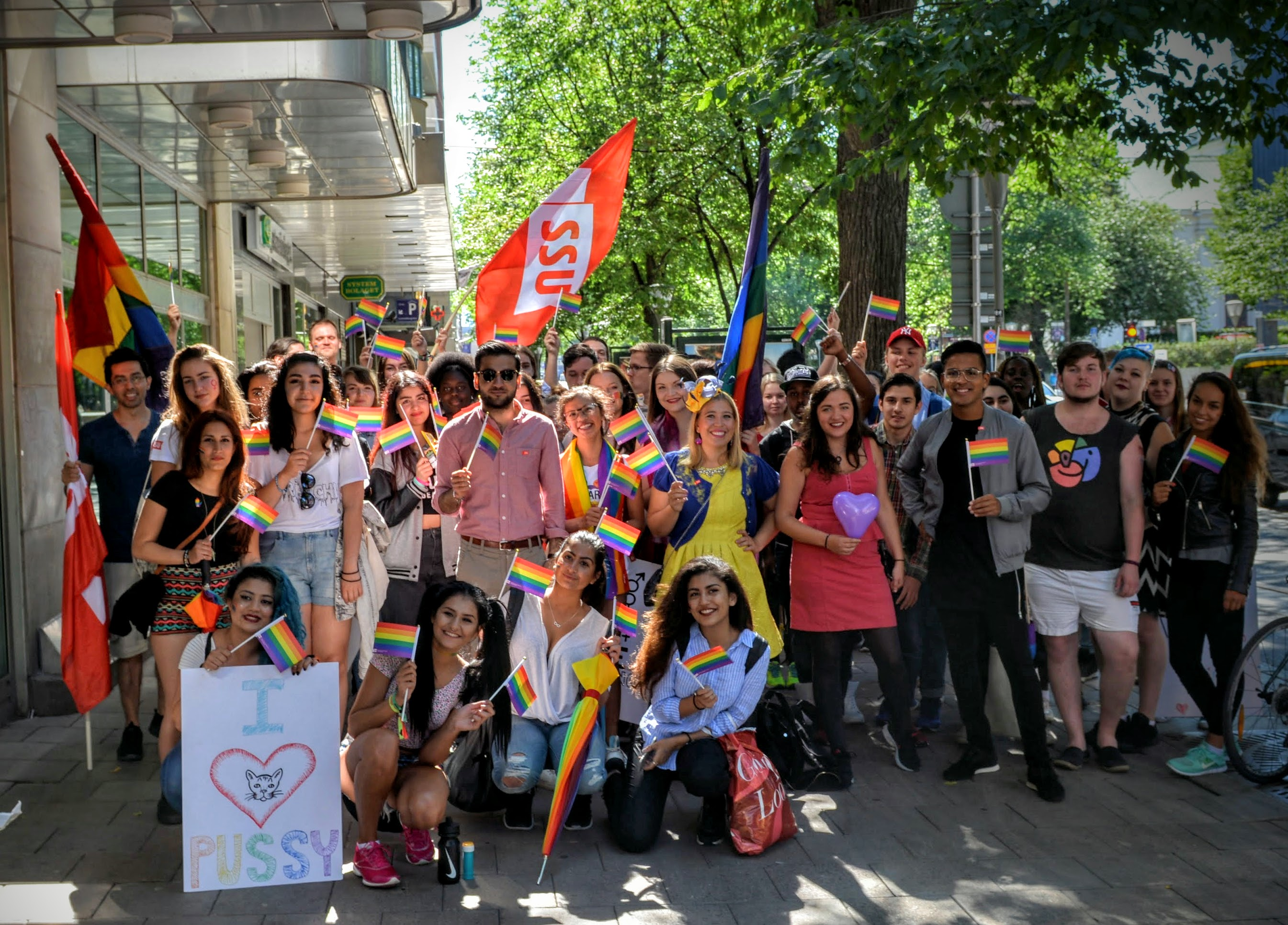
Medlemmar (bl.a. Philip Botström, Rozgar Watmani, Ellinor Eriksson och Andrea Törnestam) utanför Sveavägen 68 innan Stockholm Prideparaden 2015.
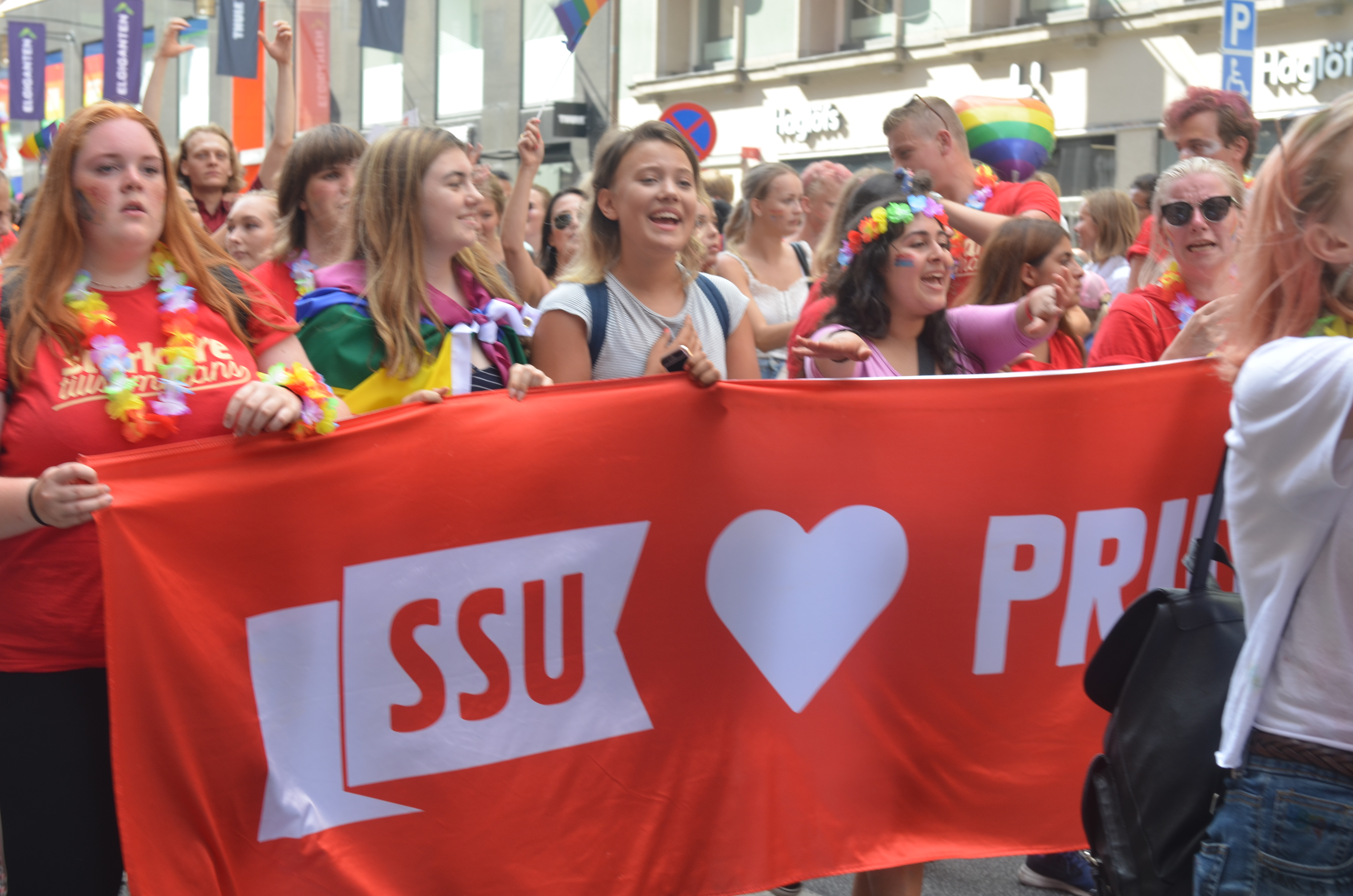
SSU vid Europride-paraden i Stockholm, den 4 augusti 2018.